# Ulči
Ulči (rus. Ульчи. Sami sebe zovu N’ian’ee), maleni tunguski narod u amurskom bazenu u Habarovskom kraju, Rusija. 3,200 (popis 1990).
Ulči su tradicionalno lovci i ribari organizirani po klanovima. Svaki klan posjeduje svoja vlastita ribarska područja (Riba čini 75% njihove hrane) s utvrđenim granicama koja na principu rotacije dojele članovi istoga klana. Svrha ove rotacije je da bi se izbjeglo da nekog na uživanje zapadne dobro ribarsko područje a drugoga loše. Slično vrijedi i za lovačka područja, a meso pribavljeno lovom dijeli cijela zajednica. Zbog osiguranja ribljeg fonda među Ulčima postoji izuzetno sveta zabrana ribolova na mrjestilištima. 
Sela su stalna a svakom zajednicom vlada vijeće staraca koji vode skrb o svim zajedničkim pitanjima, osim ženidbe koja rješavaju klanski starješine.
Ulči su animisti i šamanisti i vjeruju u duhove neba, tajge (šume) i vode i oni direktno komuniciraju s aktivnim lovcima i ribarima. Šamani nikada ne sudjeluju u obredima posvećenim ovim duhovima. Svaki šaman ima svoje vlastite duhove pomagače i duhove zaštitnike. Najvažniji su  'kasata' -šamani (Galina Volkova) čija je zadaća je da lijeće bolesne a duhove mrtvih vode 
Među najstarijim kultovima je kult-blizanaca. Oni se smatraju svetima i predstavljaju duhove vode i tajge. Njihovo rođenje predstavlja najznačajniji događaj za cijelu zajednicu.
Jezuik naroda Ulča pripada jugoistočnim tunguskim jezicima, preko koje je član altajske porodice;  500 do 1,000 govornika (1995 M. Krauss).

## Vanjske poveznice
- Ultchi
- The Ulchi World View  Arhivirana inačica izvorne stranice od 7. rujna 2008. (Wayback Machine)